# Viviers-lès-Offroicourt
Viviers-lès-Offroicourt és un municipi francès, situat al departament dels Vosges i a la regió del Gran Est. L'any 2007 tenia 31 habitants.

## Demografia

### Població
El 2007 la població de fet de Viviers-lès-Offroicourt era de 31 persones. Hi havia 16 famílies, de les quals 8 eren unipersonals (8 dones vivint soles i 8 dones vivint soles) i 8 famílies monoparentals amb fills.
La població ha evolucionat segons el següent gràfic:
Habitants censats

### Habitatges
El 2007 hi havia 21 habitatges, 14 eren l'habitatge principal de la família, 2 eren segones residències i 4 estaven desocupats. Tots els 21 habitatges eren cases. Dels 14 habitatges principals, 12 estaven ocupats pels seus propietaris i 2 estaven cedits a títol gratuït; 1 tenia tres cambres, 6 en tenien quatre i 7 en tenien cinc o més. 14 habitatges disposaven pel capbaix d'una plaça de pàrquing. A 6 habitatges hi havia un automòbil i a 6 n'hi havia dos o més.

### Piràmide de població
La piràmide de població per edats i sexe el 2009 era:
| Homes | Edats   | Dones |
| ----- | ------- | ----- |
| 0     | 95 o +  | 0     |
| 0     | 90 a 94 | 0     |
| 0     | 85 a 89 | 0     |
| 0     | 80 a 84 | 0     |
| 4     | 75 a 79 | 4     |
| 0     | 70 a 74 | 4     |
| 0     | 65 a 69 | 0     |
| 0     | 60 a 64 | 0     |
| 0     | 55 a 59 | 0     |
| 0     | 50 a 54 | 0     |
| 4     | 45 a 49 | 4     |
| 0     | 40 a 44 | 0     |
| 0     | 35 a 39 | 0     |
| 0     | 30 a 34 | 0     |
| 0     | 25 a 29 | 0     |
| 0     | 20 a 24 | 0     |
| 4     | 15 a 19 | 0     |
| 4     | 10 a 14 | 0     |
| 0     | 5 a 9   | 0     |
| 0     | 0 a 4   | 0     |

## Economia
El 2007 la població en edat de treballar era de 22 persones, 14 eren actives i 8 eren inactives. De les 14 persones actives 13 estaven ocupades (11 homes i 2 dones) i 1 aturada (1 home). De les 8 persones inactives 5 estaven jubilades, 2 estaven estudiant i 1 estava classificada com a «altres inactius».
Activitats econòmiques
L'any 2000 a Viviers-lès-Offroicourt hi havia 3 explotacions agrícoles que ocupaven un total de 321 hectàrees.

## Poblacions més properes
El següent diagrama mostra les poblacions més properes.